# Вера Попова
Вѐра Евста̀фиева Попо̀ва (на руски: Вера Евстафьевна Попова, по баща Богдановска) е сред първите руски химички.

## Биография
Родена е на 17 септември 1867 г. в Санкт Петербург, Руска империя, в семейството на хирурга проф. Евстафий Богданов. През 1883 г. завършва Смолният институт в Санкт Петербург. От 1883 до 1887 г. посещава естественото отделение на Висшия женски курс. През 1892 г. завършва химия с докторска дисертация на тема „Исследования дибензилкетона“ в Женевския университет. От 1890 г. преподава химия в Новоалександрийския институт за селско и горско стопанство, а от 1892 чете лекции по стереохимия във Висшия женски курс в Санкт Петербург.
Занимава се с химията на кетоновите съединения. В докторската си дисертация показва, че когато се нагрява в алкална среда и във въздуха, дибензилкетонът приема кислород и образува определено количество бензоена киселина и така установява, че има кетони, които подобно на алдехидите могат да преминат в киселини без разлагане на молекулата.
Интересува се и от ентомология, писане и чужди езици. През 1889 г. публикува описание на работата си с пчели. Публикува свои разкази и превежда творби от френския писател Ги дьо Мопасан.
През есента на 1895 г. се омъжва за генерал-лейтенант Яков Попов. През 1896 г., докато работи в лабораторията, прави опит за реакция на бял фосфор и цианова киселина. Ампулата с тези две субстанции избухва и четири часа по-късно тя умира от наранявания и отравяне с фосфин, образуван по време на експлозията. Опелото ѝ е в катедралата „Александър Невски“ в Ижевск. Погребана е в семейното имение на съпруга ѝ в село Шабалинов, Черниговска губерния. Криптата, в която е погребана (тленните ѝ останки са извадени и унищожени в първите години на съветска власт), е в лошо състояние. Запазен е надгробният паметник в Регионалния музей в Сосница.
Получава почит в списанието на Руското физикохимично дружество. За нея е писано в списание „Нейчър“ и кратко описание в американското списание „Сайънс“. В доклад на химика Владимир Ипатиев се предполага, че може да се е отровила от проведения експеримент или да се е самоубила, но това предположение не е подкрепено с други доклади.

## Научни трудове
- Реакции уплотнения и восстановления дибензилкетона, „Журнал Русского физико-химического общества“, 1892, т. 24, выпуск № 5
- Об окислении кетонов в оксикислоты [Сообщение], „ЖРФХО“, 1894, том 26, вып. 4